# Championnat d'Afrique des nations masculin de handball 2008
Navigation
Tunisie 2006 Égypte 2010
Le 18e Championnat d'Afrique des nations masculin de handball  a eu lieu en Angola du 8 au 17 janvier 2008. Il se déroule en même temps que le Championnat d'Afrique des nations féminin de handball 2008.

## Présentation

### Déroulement de la compétition
Les huit équipes qualifiées sont réparties dans deux poules de quatre équipes. Les deux premiers de chaque poule sont qualifiés pour les demi-finales.
Le champion est directement qualifié pour les Jeux olympiques de 2008 à Pékin tandis que les équipes classées à la 2e et 3e place obtiennent le droit de participer à des tournois de qualifications olympiques.

### Lieux de compétition
| Ville, salle, capacité          | Carte |
| ------------------------------- | --- |
| Cabinda                         | [[Fichier:Angola_location map.svg\|250px\|{{#if:\|{{{alt}}}\|Championnat d'Afrique des nations masculin de handball 2008 est dans la page Angola.]] Luanda Cabinda Lubango |
| Pavilhão do Tafe                | [[Fichier:Angola_location map.svg\|250px\|{{#if:\|{{{alt}}}\|Championnat d'Afrique des nations masculin de handball 2008 est dans la page Angola.]] Luanda Cabinda Lubango |
| 2 000 places                    | [[Fichier:Angola_location map.svg\|250px\|{{#if:\|{{{alt}}}\|Championnat d'Afrique des nations masculin de handball 2008 est dans la page Angola.]] Luanda Cabinda Lubango |
| Luanda                          | [[Fichier:Angola_location map.svg\|250px\|{{#if:\|{{{alt}}}\|Championnat d'Afrique des nations masculin de handball 2008 est dans la page Angola.]] Luanda Cabinda Lubango |
| Pavilhão da Cidadela            | [[Fichier:Angola_location map.svg\|250px\|{{#if:\|{{{alt}}}\|Championnat d'Afrique des nations masculin de handball 2008 est dans la page Angola.]] Luanda Cabinda Lubango |
| 6 873 places                    | [[Fichier:Angola_location map.svg\|250px\|{{#if:\|{{{alt}}}\|Championnat d'Afrique des nations masculin de handball 2008 est dans la page Angola.]] Luanda Cabinda Lubango |
| Lubango                         | [[Fichier:Angola_location map.svg\|250px\|{{#if:\|{{{alt}}}\|Championnat d'Afrique des nations masculin de handball 2008 est dans la page Angola.]] Luanda Cabinda Lubango |
| Pavilhão Nossa Senhora do Monte | [[Fichier:Angola_location map.svg\|250px\|{{#if:\|{{{alt}}}\|Championnat d'Afrique des nations masculin de handball 2008 est dans la page Angola.]] Luanda Cabinda Lubango |
| 2 000 places                    | [[Fichier:Angola_location map.svg\|250px\|{{#if:\|{{{alt}}}\|Championnat d'Afrique des nations masculin de handball 2008 est dans la page Angola.]] Luanda Cabinda Lubango |

## Résultats

### Phase de poules
|   | Équipe   | Pts | J | G | N | P | Bp | Bc  | Diff |
| - | -------- | --- | - | - | - | - | -- | --- | ---- |
| 1 | Tunisie  | 6   | 3 | 3 | 0 | 0 | 95 | 68  | 27   |
| 2 | Angola   | 2   | 3 | 1 | 0 | 2 | 81 | 83  | -2   |
| 3 | Cameroun | 2   | 3 | 1 | 0 | 2 | 82 | 87  | -5   |
| 4 | RD Congo | 2   | 3 | 1 | 0 | 2 | 83 | 103 | -20  |

| 10 janvier | Tunisie  | 29 | 25 | Cameroun | 16h00 |
| 10 janvier | Angola   | 30 | 33 | RD Congo | 18h00 |
| 11 janvier | Cameroun | 31 | 27 | RD Congo | 16h00 |
| 11 janvier | Tunisie  | 24 | 20 | Angola   | 18h00 |
| 12 janvier | RD Congo | 23 | 42 | Tunisie  | 16h00 |
| 12 janvier | Cameroun | 26 | 31 | Angola   | 18h00 |

|   | Équipe  | Pts | J | G | N | P | Bp | Bc | Diff |
| - | ------- | --- | - | - | - | - | -- | -- | ---- |
| 1 | Égypte  | 6   | 3 | 3 | 0 | 0 | 90 | 65 | 25   |
| 2 | Algérie | 4   | 3 | 2 | 0 | 1 | 75 | 65 | 10   |
| 3 | Maroc   | 2   | 3 | 1 | 0 | 2 | 71 | 82 | -11  |
| 4 | Nigeria | 0   | 3 | 0 | 0 | 3 | 65 | 89 | -24  |

| 10 janvier | Égypte  | 26 | 23 | Algérie | 16h00 |
| 10 janvier | Maroc   | 30 | 25 | Nigeria | 18h00 |
| 11 janvier | Égypte  | 31 | 22 | Maroc   | 16h00 |
| 11 janvier | Algérie | 26 | 20 | Nigeria | 18h00 |
| 12 janvier | Nigeria | 20 | 33 | Égypte  | 16h00 |
| 12 janvier | Algérie | 26 | 19 | Maroc   | 18h00 |

### Matchs de classement
|  | Demi-finales de classement      | Demi-finales de classement      |                        |    | Match pour la 5e place          | Match pour la 5e place          |
|  | Demi-finales de classement      | Demi-finales de classement      |                        |    | Match pour la 5e place          | Match pour la 5e place          |
|  |                                 |                                 |                        |    |                                 |                                 |
|  | 14 janvier 2008, 15h00, Cabinda | 14 janvier 2008, 15h00, Cabinda |                        |    | 15 janvier 2008, 17h00, Cabinda | 15 janvier 2008, 17h00, Cabinda |
|  | 14 janvier 2008, 15h00, Cabinda | 14 janvier 2008, 15h00, Cabinda |                        |    | 15 janvier 2008, 17h00, Cabinda | 15 janvier 2008, 17h00, Cabinda |
|  | RD Congo                        | 30                              |                        |    | 15 janvier 2008, 17h00, Cabinda | 15 janvier 2008, 17h00, Cabinda |
|  | RD Congo                        | 30                              |                        |    | 15 janvier 2008, 17h00, Cabinda | 15 janvier 2008, 17h00, Cabinda |
|  | Maroc                           | 28                              |                        |    | 15 janvier 2008, 17h00, Cabinda | 15 janvier 2008, 17h00, Cabinda |
|  | Maroc                           | 28                              | RD Congo               | 31 |                                 |                                 |
|  | 14 janvier 2008, 17h00, Cabinda |                                 | RD Congo               | 31 |                                 |                                 |
|  |                                 | Nigeria                         | 30                     |    |                                 |                                 |
|  | Nigeria                         | Nigeria                         | 30                     | 37 |                                 |                                 |
|  | Nigeria                         |                                 |                        | 37 |                                 |                                 |
|  | Cameroun                        | 36                              |                        |    |                                 |                                 |
|  | Cameroun                        | 36                              | Match pour la 7e place |    |                                 |                                 |
|  |                                 |                                 |                        |    |                                 |                                 |
|  | 15 janvier 2008, 15h00, Cabinda |                                 |                        |    |                                 |                                 |
|  |                                 |                                 |                        |    |                                 |                                 |
|  | Maroc                           | 23                              |                        |    |                                 |                                 |
|  | Maroc                           | 23                              |                        |    |                                 |                                 |
|  | Cameroun                        | 32                              |                        |    |                                 |                                 |
|  | Cameroun                        | 32                              |                        |    |                                 |                                 |

### Phase finale
|  | Demi-finales                   | Demi-finales                   |                        |    | Finale                         | Finale                         |
|  | Demi-finales                   | Demi-finales                   |                        |    | Finale                         | Finale                         |
|  |                                |                                |                        |    |                                |                                |
|  | 15 janvier 2008, 15h00, Luanda | 15 janvier 2008, 15h00, Luanda |                        |    | 17 janvier 2008, 16h30, Luanda | 17 janvier 2008, 16h30, Luanda |
|  | 15 janvier 2008, 15h00, Luanda | 15 janvier 2008, 15h00, Luanda |                        |    | 17 janvier 2008, 16h30, Luanda | 17 janvier 2008, 16h30, Luanda |
|  | Égypte                         | 35                             |                        |    | 17 janvier 2008, 16h30, Luanda | 17 janvier 2008, 16h30, Luanda |
|  | Égypte                         | 35                             |                        |    | 17 janvier 2008, 16h30, Luanda | 17 janvier 2008, 16h30, Luanda |
|  | Angola                         | 28                             |                        |    | 17 janvier 2008, 16h30, Luanda | 17 janvier 2008, 16h30, Luanda |
|  | Angola                         | 28                             | Égypte                 | 27 |                                |                                |
|  | 15 janvier 2008, 17h30, Luanda |                                | Égypte                 | 27 |                                |                                |
|  |                                | Tunisie                        | 25                     |    |                                |                                |
|  | Tunisie                        | Tunisie                        | 25                     | 41 |                                |                                |
|  | Tunisie                        |                                |                        | 41 |                                |                                |
|  | Algérie                        | 25                             |                        |    |                                |                                |
|  | Algérie                        | 25                             | Match pour la 3e place |    |                                |                                |
|  |                                |                                |                        |    |                                |                                |
|  | 17 janvier 2008, 14h00, Luanda |                                |                        |    |                                |                                |
|  |                                |                                |                        |    |                                |                                |
|  | Angola                         | 20                             |                        |    |                                |                                |
|  | Angola                         | 20                             |                        |    |                                |                                |
|  | Algérie                        | 23                             |                        |    |                                |                                |
|  | Algérie                        | 23                             |                        |    |                                |                                |

### Classement final
| Rang                      | Équipe   |
| ------------------------- | -------- |
| Médaille d'or, monde      | Égypte   |
| Médaille d'argent, monde  | Tunisie  |
| Médaille de bronze, monde | Algérie  |
| 4                         | Angola   |
| 5                         | RD Congo |
| 6                         | Nigeria  |
| 7                         | Cameroun |
| 8                         | Maroc    |

## Récompenses
L’équipe type désignée par la Confédération africaine de handball est[réf. nécessaire] :
- Meilleur joueur :  Ahmed El-Ahmar
- Meilleur gardien :  Mohamed Bakir El-Nakib
- Meilleur ailier gauche :  Belal Mabrouk Awaad (en)
- Meilleur pivot :  Issam Tej
- Meilleur ailier droit[pas clair] :  Messaoud Berkous
- Meilleur arrière gauche :  Wissem Hmam
- Meilleur demi-centre :  Sobhi Saïed
- Meilleur arrière droit :  Ahmed El-Ahmar

Avec 32 buts marqués, Ahmed El-Ahmar est également le meilleur buteur de la compétition.